# Liste du patrimoine culturel immatériel de l'humanité à la Grenade
Cet article recense les pratiques inscrites au patrimoine culturel immatériel à la Grenade.

## Statistiques
La Grenade ratifie la convention pour la sauvegarde du patrimoine culturel immatériel le 15 janvier 2019. La première pratique protégée est inscrite en 2023.
En 2024, la Grenade compte 2 élément1 inscrit1 au patrimoine culturel immatériel, sur la liste représentative.

## Listes

### Liste représentative
Les éléments suivants sont inscrits sur la liste représentative du patrimoine culturel immatériel de l'humanité :
| Élément                                                                                 | Type                                                                               | Subdivision                    | Année | Lien  | Notes | Illus. |
| --------------------------------------------------------------------------------------- | ---------------------------------------------------------------------------------- | ------------------------------ | ----- | ----- | ----- | ------ |
| La construction traditionnelle de bateaux en bois à Carriacou et à la Petite Martinique | savoir-faire liés à l'artisanat traditionnel                                       | Carriacou et Petite Martinique | 2023  | 01893 |       |        |
| La Shakespeare Mas', une composante traditionnelle du Carnaval annuel à Carriacou       | traditions et expressions orales pratiques sociales, rituels et événements festifs | Carriacou et Petite Martinique | 2024  | 02138 |       |        |

### Patrimoine immatériel nécessitant une sauvegarde urgente
La Grenade ne compte aucun élément inscrit sur la liste du patrimoine immatériel nécessitant une sauvegarde urgente.

### Registre des meilleures pratiques de sauvegarde
La Grenade ne compte aucune pratique listée au registre des meilleures pratiques de sauvegarde.